# Baie du Nord-Ouest
La Baie du Nord-Ouest ou Baie du Moule est une baie de Guadeloupe située au Moule.
La ravine du Nord-Ouest, à l'ouest du centre-ville débouche sur la Baie du Nord-Ouest. Elle est traversée par un pont dit Pont de la baie du Moule. 
Le secteur a été acquis par le Conservatoire du littoral en 2003.

## Histoire
Le site de la baie du Nord-Ouest a été occupé entre 1300 avant J-C. et 200 comme en témoignent des vestiges archéologiques du Mésoindien qui y ont été trouvés.

## Galerie

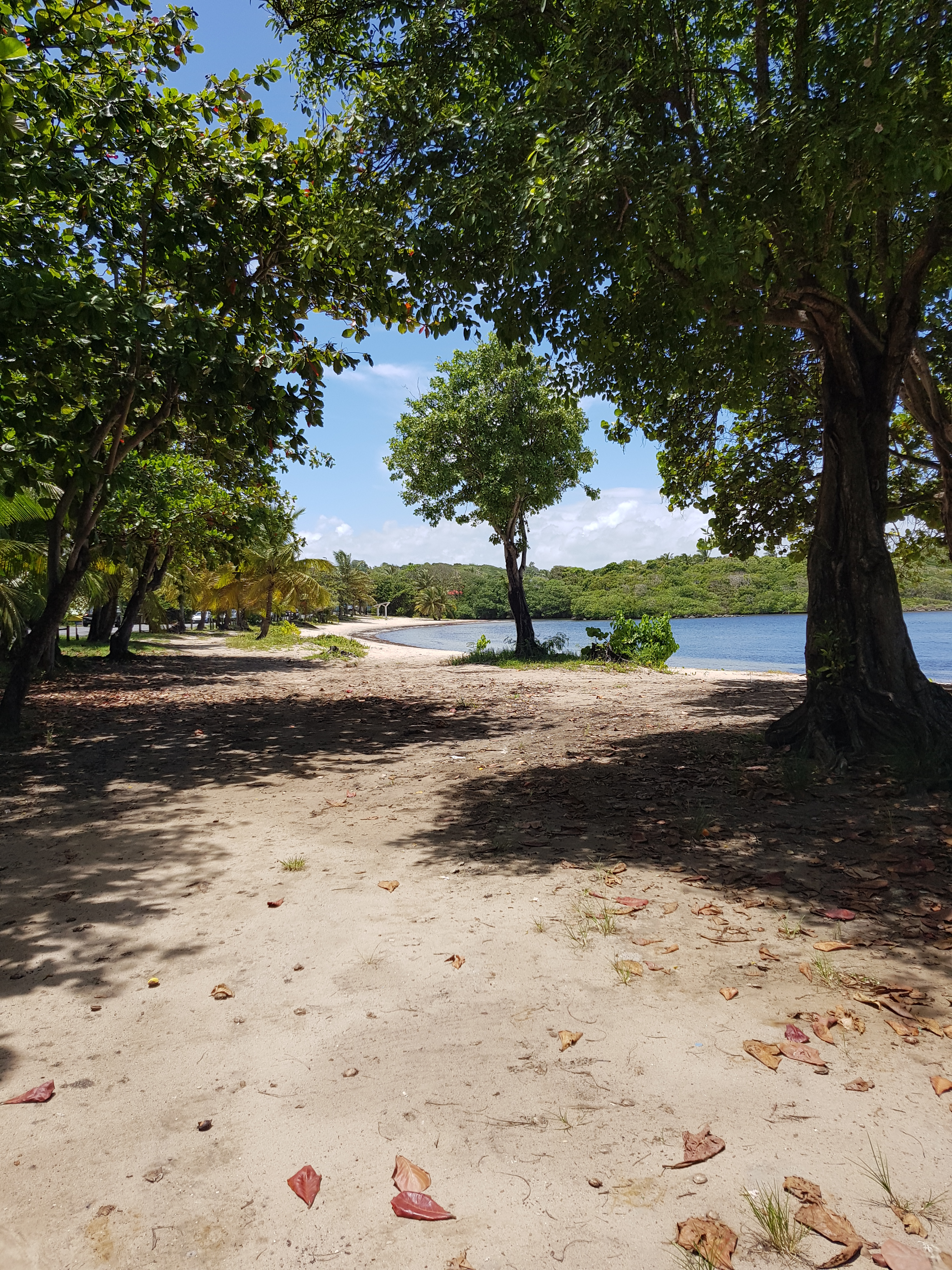
Plage de la Baie du Nord-Ouest
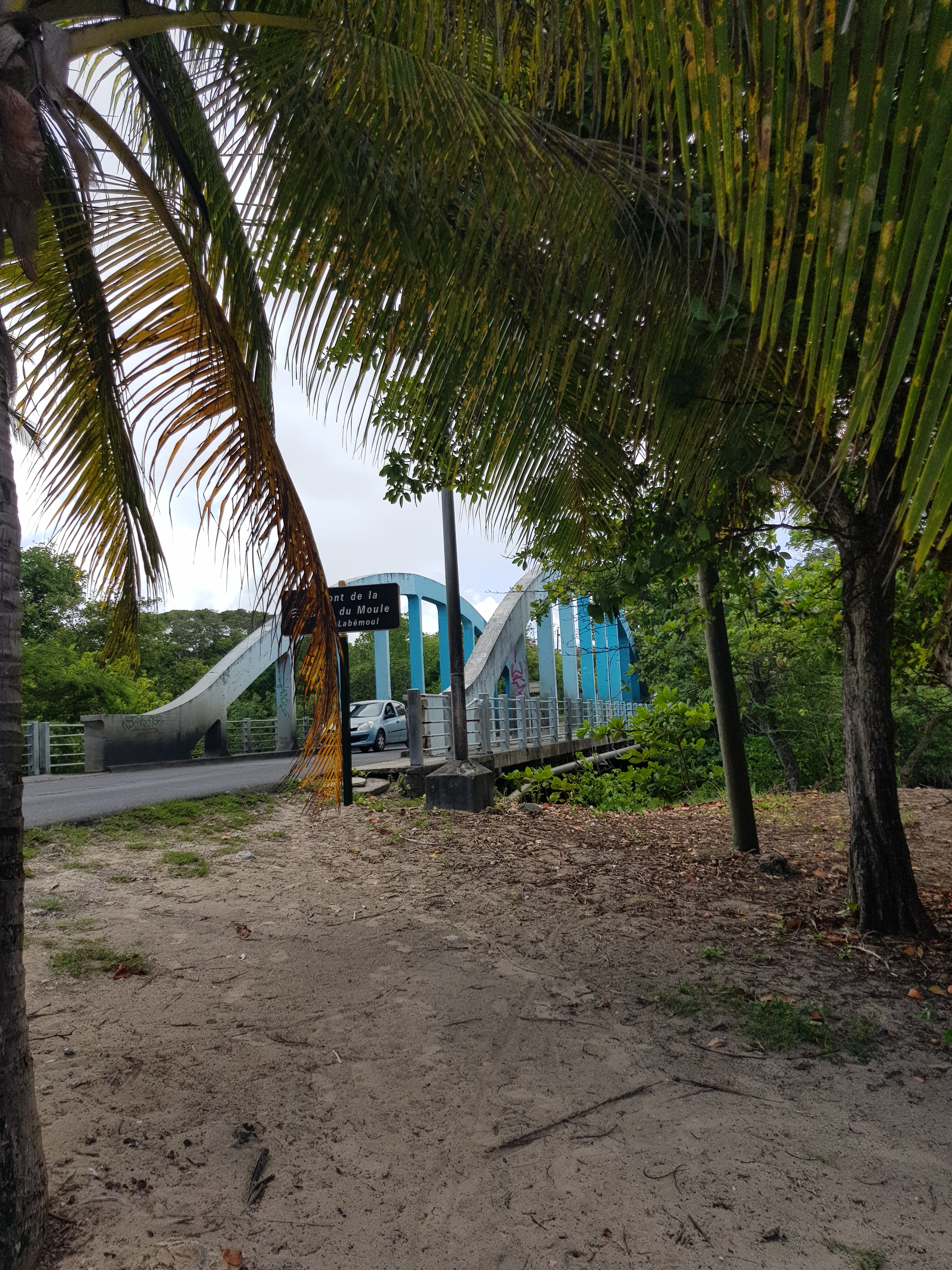
Pont de la baie du Moule
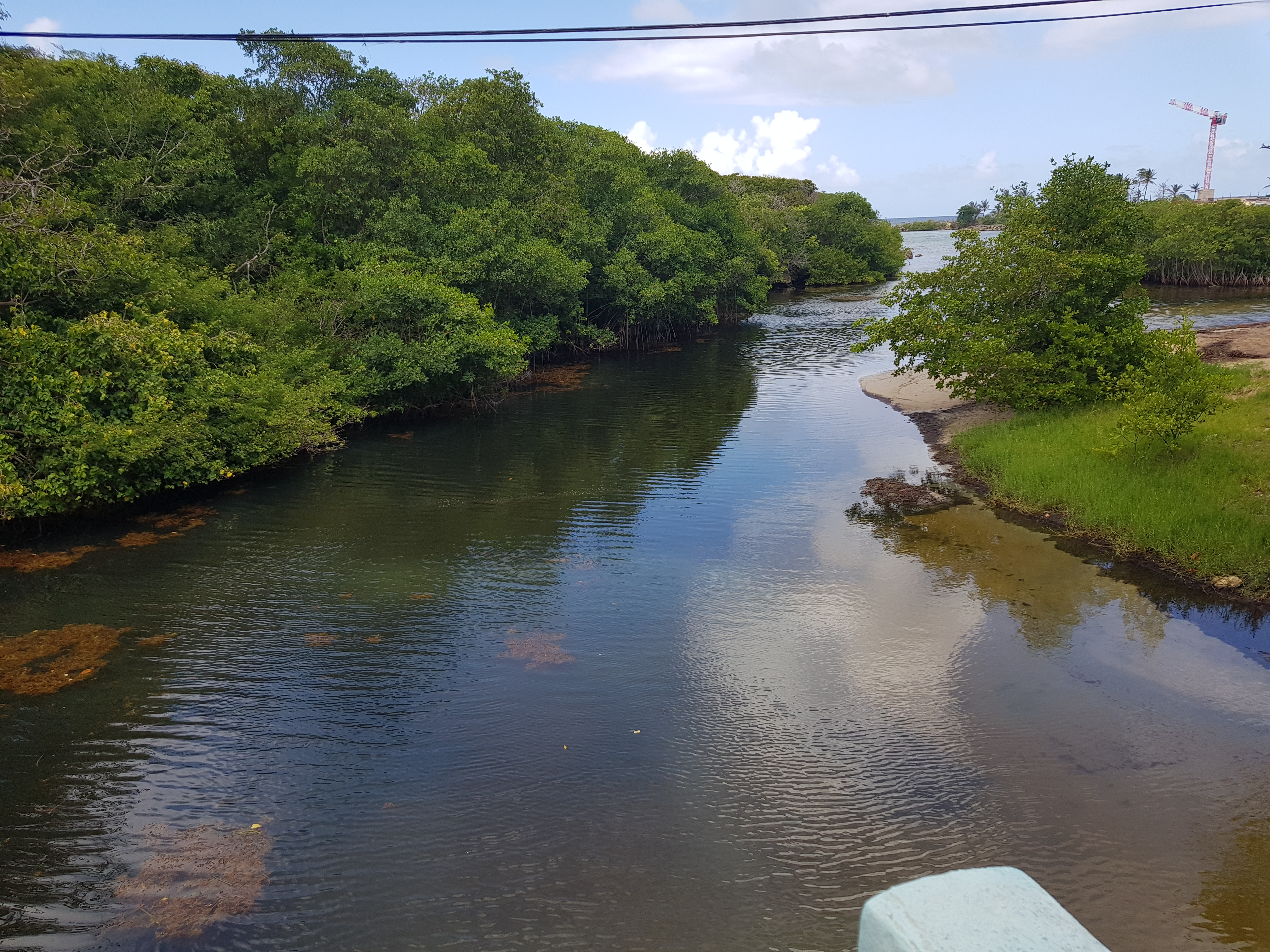
Ravine du Nord-Ouest